# Blanca Toledano Laut
Blanca Toledano Laut   (Madrid, 3 de novembre de 2000) és una esportista espanyola que competeix en natació sincronitzada.

## Trajectòria
Va començar a nedar a 4 anys en una escola de barri. En veure que destacava la van recomanar que anés a nedar a l'Escola M-86. Allí va veure com entrenaven els equips de natació sincronitzada, li va cridar molt l'atenció i va decidir apuntar-s'hi. Amb 9 anys va entrar a formar part del Real Canoe Natación Club. A 10 anys va ser al seu primer campionat d'Espanya. Amb 14 anys va quedar campiona d'Espanya en duet i va guanyar dues medalles d'or en la Copa Mediterrània de Natació. A 15 anys va ser seleccionada per a unir-se a l'equip nacional júnior de natació artística, i s'entrenava al Centre d'Alt Rendiment de Sant Cugat del Vallès.
A 16 anys va competir per primera vegada amb l'equip nacional absolut, el 2017. Va aconseguir quatre medalles en el Campionat Mundial de natació entre els anys 2019 i 2024, i quatre medalles en el Campionat Europeu de natació entre els anys 2018 i 2024. En els Jocs Europeus de Cracòvia 2023 va aconseguir dues medalles d'or.